# Maja-Li Iafrate Danielsson
Maja-Li Iafrate Danielsson (5 ottobre 2006) è una snowboarder francese specializzata nello snowboard cross.

## Biografia
Attiva in gare FIS dal 2022 e specializzata nello snowboard cross, Iafrate Danielsson ha esordito in Coppa del Mondo il 12 marzo dello stesso anno, giungendo 17ª a Reiteralm nella gara vinta dalla britannica Charlotte Bankes. Il 14 dicembre 2024 ha ottenuto il suo primo podio nel massimo circuito, classificandosi 3ª a Cervinia nella gara vinta dalla connazionale Léa Casta.

## Palmarès

### Coppa del Mondo
- Miglior piazzamento nella Coppa del Mondo di snowboard cross: 25ª nel 2024
- 1 podio:
  - 1 terzo posto